# Akim Isker
Pour les articles homonymes, voir Isker (homonymie).

Akim Isker est un réalisateur et acteur français.

## Biographie
Né en 1978 à Alger, il arrive à Villeurbanne à 4 ans et repart vivre à Alger à 9 ans. En 1988, ses parents fuient la guerre civile et rejoignent de la famille en banlieue parisienne.
Akim Isker suit une scolarité normale qui aboutit à un Baccalauréat économique et social. Son admiration pour son grand-oncle, Abder Isker, le conduit à des études de cinéma. Plus tard, ce sera la rencontre avec Gérard Vergez qui le conduira au métier de réalisateur.
Akim Isker commence sa carrière d'acteur en 2000 dans des courts métrages et des petits rôles à la télévision. Il participe aussi en tant que premier assistant puis assistant réalisateur à la réalisation de séries télé et d'un téléfilm (Oncle Paul). En 2004, il tourne dans le film de Nadir Moknèche Viva Laldjérie.
En 2011, Akim Isker réalise son premier long-métrage, La Planque, avec ses amis des Alakis’men.
Depuis 2012, il réalise des épisodes de plusieurs séries Alice Nevers, le juge est une femme, Chérif ou encore Ben.
En 2021, il porte à l'écran le parcours chaotique d'un enfant placé, Lyes Louffok, dans le téléfilm L'Enfant de personne doublement primé au Festival de la fiction TV de La Rochelle 2021.

## Filmographie

### Acteur

#### Longs métrages
- 2004 : Viva Laldjérie de Nadir Moknèche : Samir
- 2003 : La Parité de Gérard Vergez : Farid
- 2001 : PJ de Gérard Vergez (épisode : Chantage) : Dany Antoni
- 2000 : Oncle Paul de Gérard Vergez : le marginal

#### Courts métrages
- 2004 : Issa d'Idir Serghine
- 2009 : Sleepwalker d'Adel Ben Bella : Ottman

### Réalisateur
- 2008 : PJ, série télévisée - épisodes Un loup pour l'homme et Nouveau départ
- 2011 : La Planque
- 2014-2016 : Le juge est une femme   (10 épisodes)
- 2015 : No limit (2 épisode)
- 2016-2017 : Chérif, série pour TF1 (7 épisodes)
- 2018 : Ben, série pour France 2 (6 épisodes)
- 2019 : Double jeu, série pour France 2 (épisodes 5 à 8)
- 2020 : Faux semblants, téléfilm pour France 2, « Grand Prix » 2020 du Film Francophone de Télévision au Festival Polar de Cognac[2]
- 2021 : L'Enfant de personne, téléfilm pour France 2
- 2022 : Visions, mini-série pour TF1
- 2024 : À l'épreuve, téléfilm pour France 2
- 2026 : Laura, mini-série pour France 2

## Distinctions
- Prix Média Enfance Majuscule 2022 Catégorie Fiction pour L'Enfant de personne